# Automatic High
«Automatic High» es una canción de S Club Juniors, que fue lanzada como su segundo sencillo el 22 de julio de 2002. La canción alcanzó el puesto #2 en las listas del Reino Unido, pasando a ser su segundo sencillo en lograr esta posición. La canción cara B del sencillo, «Anytime Anywhere», fue también grabada por S Club 7 e incluida en la realización del sencillo.

## Lista de temas
CD 1
1. «Automatic High»
2. «Anytime Anywhere»
3. «Anytime Anywhere» (versión de S Club 7)

CD 2
1. «Automatic High»
2. «Automatic High» (versión Karaoke)
3. «We Got You»

- Datos: Q2841173